# Prywatne obszary ochrony przyrody

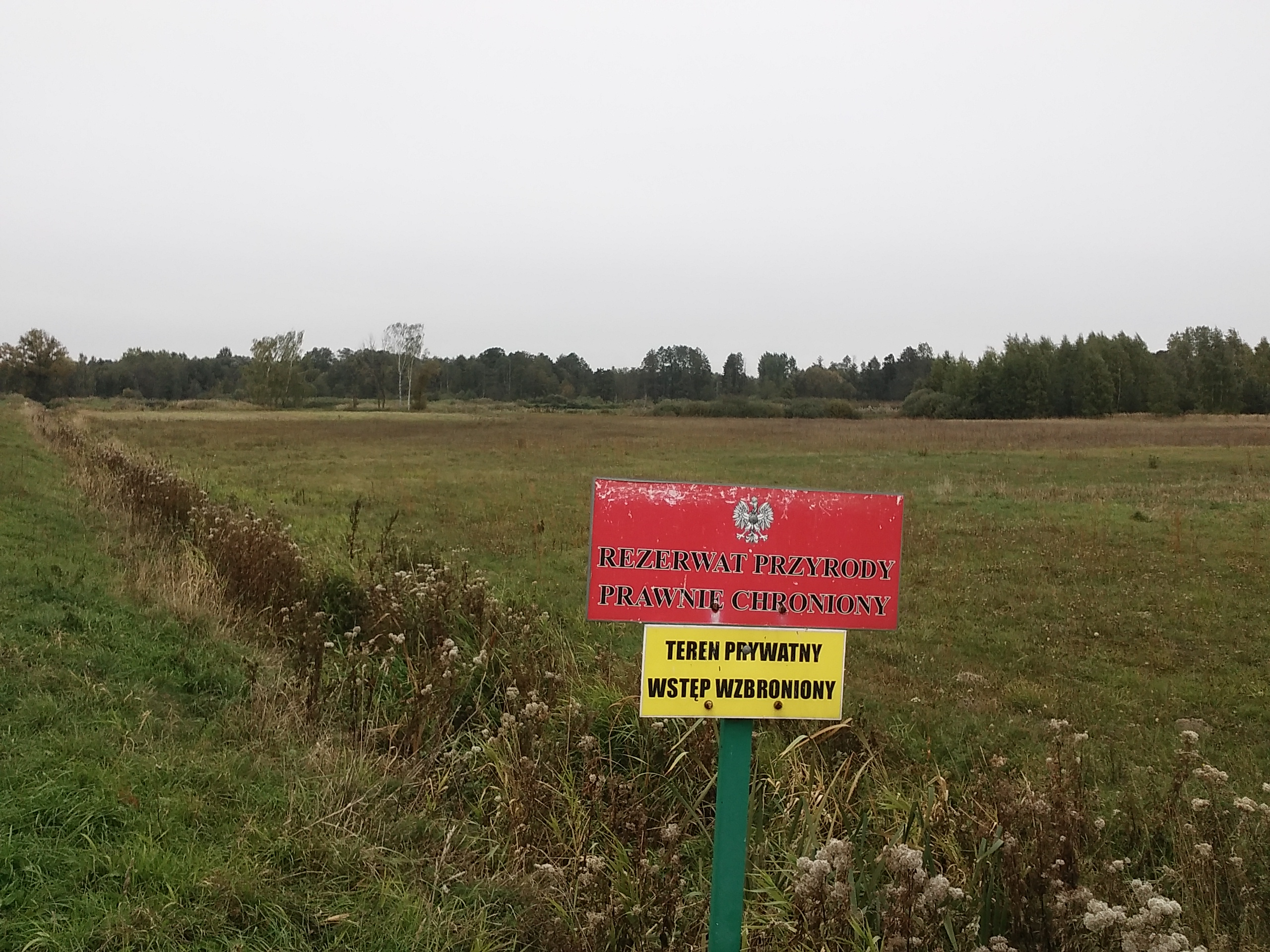
Rezerwat przyrody „Stawy Gnojna im. Rodziny Bieleckich”. Formalna strefa ochrony rezerwatowej powołana z inicjatywy właścicieli na terenie prywatnym. Okolice Mszczonowa, województwo mazowieckie.

Prywatne obszary ochrony przyrody (ang. private protected areas lub privately protected areas) – kategoria obszarów chronionych, w rozumieniu IUCN, które są „jasno określoną przestrzenią geograficzną ustanowioną, przeznaczoną i zarządzaną za pomocą regulacji prawnych lub innych skutecznych środków w celu osiągnięcia długoterminowej ochrony przyrody oraz powiązanych z nią usług ekosystemowych i wartości kulturowych" i podlegają prywatnej kontroli.
Na ukonstytuowanie obszaru o cennych walorach przyrodniczych, wobec którego podjęto decyzję o rozpoczęciu ochrony czynnej lub ochrony biernej, wpływ ma wiele czynników:
1. decyzję o powołaniu obszaru chronionej przyrody może podjąć właściciel i samodzielnie lub poprzez oddelegowanych zarządców prowadzić działania konserwacyjne;
2. właściciel może użyczać, dzierżawić lub w inny sposób udostępniać swój obszar innym osobom lub podmiotom prawnym, a to dopiero ci zarządcy mogą podejmować decyzje o ochronie przyrody;
3. prywatny obszar może zostać objęty prawną formą ochrony przez odpowiednie organy państwowe lub samorządowe;
4. ochroną ekosystemu, krajobrazu czy różnorodności biologicznej mogą zajmować się podmioty prywatne po uznaniu, że na danym terenie, którego właścicielem jest np. osoba fizyczna lub prawna, dochodzi do zagrożenia dla walorów naturalnych. Ten typ działalności ekokonserwatorskiej może mieć także formę działań anarchistycznych.

Zamiast terminu prywatne obszary ochrony przyrody stosuje się m.in. następujące terminy: 
- prywatny obszar chroniony,
- obszar chroniony prywatnie,
- społeczny obszar chroniony,
- społeczna ostoja przyrody,
- prywatny rezerwat.

Podmiotami prywatnymi, które poprzez prawo własności (ang. ownership, property rights), nadzór (ang. government, supervision) lub kierownictwo (ang. management, stewardship) kontrolują prywatne obszary chronione mogą być: pojedyncze osoby fizyczne, dobrowolne grupy ludzi, NGO, instytucje non-profit, fundacje, uniwersytety, przedsiębiorstwa komercyjne, muzea, organizacje religijne itd.
Przykłady prywatnych obszarów chronionych w Polsce:
- Rezerwat społeczny Karsiborska Kępa,
- Rezerwat przyrody Stawy Gnojna im. rodziny Bieleckich,
- Stacja w Owczarach[3],
- obszary będące pod kontrolą Fundacji Pro Natura[4],
- obszary chronione we współpracy WWF Polska i Air Wick[5],
- Inicjatywa Dzikie Karpaty mająca na celu ochronę regionu Pogórza Przemyskiego, gdzie miałby potencjalnie powstać Turnicki Park Narodowy[6],
- zimowiska nietoperzy w poznańskich fortach IIa i Va oraz na Kobylimpolu w Poznaniu, a także stanowiska susłów w gminie Głębowice, pod opieką Polskiego Towarzystwa Ochrony Przyrody „Salamandra”.

Powyższe zagadnienia odnoszą się do obszarowej ochrony w sensie in situ, czyli dotyczą przyrody ożywionej i nieożywionej, która występuje lub dawniej występowała naturalnie na danym terenie.